# دراگون فورس
دراگون فورس (انگلیسی: Dragon Force) یک گروه پاور متال در لندن است که در ۱۹۹۹ آغاز به کار کرد.